# Jorge Maravilha
Jorge Maravilha é uma canção escrita e interpretada por Chico Buarque, de 1973.

## História
A partir da gravação de Apesar de Você, interpretada pelas autoridades da ditatura militar como uma ofensa a Armando Falcão, Ministro da Justiça do Brasil durante o governo Ernesto Geisel (1974-1979), os censores do Serviço de Censura de Diversões Públicas tornaram-se bastante rígidos com o compositor. Todas as letras assinadas por Buarque recebiam o carimbo interditada. Para escapar das limitações, especialmente após as proibições impostas a peça Calabar, Chico Buarque criou o heterônimo Julinho da Adelaide. A estratégia funcionou, e músicas como Acorda amor, Milagre brasileiro e Jorge Maravilha escaparam da censura.
A fim de não despertar suspeitas, Chico Buarque inseriu a letra de Jorge Maravilha entre duas estrofes de um texto maior, como se fosse uma suposta canção de amor romântico. A letra que interessava ficou entre os versos E o meu amor por ela /
É uma cidadela / Construída com paz e compreensão. Dessa forma, a canção foi encaminhada à Polícia Federal, sob o pseudônimo de Julinho da Adelaide, e acabou sendo aprovada pelos censores. Como não tinha a obrigação de gravar todo o texto aprovado, as estrofes iniciais e final foram completamente descartadas, restando apenas o trecho que interessava.
Jorge Maravilha foi cantada por Chico Buarque pela primeira vez no O Banquete dos Mendigos, projeto idealizado e dirigido por Jards Macalé, e gravado no dia 10 de dezembro de 1973, no Museu de Arte Moderna do Rio de Janeiro. O concerto era uma homenagem aos 25 anos da Declaração Universal dos Direitos Humanos. A faixa também seria lançada na coletânea Palco, Corpo e Alma, com diversos intérpretes.
Em 1975, uma reportagem sobre censura publicada no Jornal do Brasil revelaria que Julinho da Adelaide e Chico Buarque eram a mesma pessoa. Por causa dessa revelação, o serviço de censura da ditadura militar passou a exigir cópias do RG e do CPF dos compositores.
A partir daí, passou-se a suspeitar que a letra de Jorge Maravilha tinha sido feita para o general e então presidente Ernesto Geisel, cuja filha Amália Lucy havia declarado ser grande fã da obra de Buarque. A suspeita é motivada especialmente pelo verso Você não gosta de mim, mas sua filha gosta.
Todavia, de acordo com o próprio Chico Buarque, o verso irônico e a música referiam-se a uma situação vivida por ele durante o regime militar no país. Em uma declaração para a Folha de S.Paulo, em 1977, o cantor deu o seguinte veredicto: Aconteceu de eu ser detido por agentes de segurança (do Dops), e no elevador o cara pedir autógrafo para a filha dele. Claro que não era o delegado, mas aquele contínuo de delegado. Chico confirmaria essa versão em entrevista para o Correio Braziliense, em 1999, e a revista Almanaque, em 2007. Nunca fiz música pensando na filha do Geisel, mas essas histórias colam, há invencionices que nem adianta mais negar. Durante a ditadura, de um lado ou de outro, as pessoas gostavam de atribuir aos artistas intenções que nunca lhe passaram pela cabeça.

## Ficha técnica
- Voz e violão - Chico Buarque
- Bateria - Boto
- Percussão - Chico Batera
- Baixo - Nilson Matta
- Vozes - MPB-4